# Patru pași în nori (film din 1956)
Patru pași în nori (titlul original: în franceză Sous le ciel de Provence / italiană Era di venerdì 17) este un film coproducție franco-italiană, realizat în 1956 de regizorul Mario Soldati, protagoniști fiind actorii Fernandel, Giulia Rubini și Fosco Giachetti. Este un remake al filmului Quattro passi fra le nuvole (Patru pași în nori) realizat în 1942 de Alessandro Blasetti și interpretat de Gino Cervi. 

## Distribuție
- Fernandel – Paul Verier
- Giulia Rubini – Maria
- Fosco Giachetti – Antonio, tatăl Mariei
- Leda Gloria – Lucia, mama Mariei
- Renato Salvatori – Gino, fratele Mariei
- Jean Brochard – negustorul din autobuz
- Andrex – Frederic
- Tina Pica – mătușa Camilla
- Alberto Sordi – Mario, șoferul de autobuz
- Suzet Maïs – soția lui Paul
- Charles Dechamps – pensionarul
- Geroge Cusin – controlorul din tren
- Henri Arius – șeful de stație
- Raymone – instructorul